# Panzerwurfmine
Panzerwurfmine (PWM) – niemiecki granat przeciwpancerny z ładunkiem kumulacyjnym używany w okresie II wojny światowej. Granat zawierający 0,52 kg materiału wybuchowego (mieszanka 50% trotylu i 50% heksogenu - co wystarczało na przebicie pancerza każdego alianckiego czołgu tego okresu) był stabilizowany brzechwowo i jego maksymalny zasięg, zakładając dobre wyszkolenie rzucającego, wynosił ok. 30 m.